# 斯普林克里克鎮區 (堪薩斯州格林伍德縣)
斯普林克里克鎮區（英語：Spring Creek Township）為美國堪薩斯州格林伍德縣轄下的鎮區。2010年美国人口普查中此鎮區人口有109人。

## 地理
斯普林克里克鎮區涵蓋總面積為140.7平方（54.31平方英里），其中陸地面積為139.8平方（53.97平方英里），水域面積為0.88平方（0.34平方英里）或0.63%。海拔高度427（1,401英尺）。

## 人口統計
根據2010年美國人口普查，斯普林克里克鎮區人口有109人，其中男性有54人，女性有55人，人口密度為每平方公里0.78人，住房計54戶。鎮區內的白人有100人，非裔美國人有4人，美洲原住民有0人，亞裔美國人有0人，太平洋島裔美國人有0人，其他種族有0人，混血種族則有5人。此外鎮區內有0人為西班牙裔或拉丁裔美國人。此鎮區之年齡中位數為43.5歲，而男性年齡中位數為44.0歲，女性年齡中位數為41.5歲。

## 交通

### 主要公路
- 54號美國國道